# Žábronožky
Žábronožky (Anostraca Sars, 1867) jsou taxon ze třídy lupenonožců (Branchiopoda).

## Charakteristika
Žábronožky mají protáhlé, z boku stlačené a stejnoměrné článkované tělo bez karapaxu. Můžeme je nalézt v dočasných tůňkách a loužích, které vznikají na jaře táním sněhu nebo v létě záplavami.
Zdržují se při dně a plavou hřbetem dolů. Díky pohybům končetin vyvolávají proud vody, který jim přihání potravu k ústům. Živí se drobnými organismy.
Vajíčka žábronožek dokáží v suchém bahně přežít několik let. Někdy až 5 let a více.
Jde o primitivní korýše, jejich tělo je složeno z málo diferencovaných somitů. Kutikula je měkká, neobsahuje téměř žádný CaCO3. Hlava, která nesrůstá se žádným hrudním somitem, má ještě naznačenou segmentaci – je přítomen šev mezi neurocephalonem a gnathocephalonem, a někdy i šev oddělující mandibulární segment od hlavy. Na ní je rudimentální naupliové očko, složené oči na stopkách, druhotně nečlánkovaná nitkovitá tykadélka a tykadla, která jsou silná, u samic jednočlánková a u samců dvoučlánková, klíšťkovitá. Tykadla samců slouží pro přichycení samice při kopulaci. Mandibuly jsou silné, ale 2 páry maxil jsou zakrnělé. Hrudní nožky jsou velmi blízké parapodiím – mají jediný kloub a jsou napínány tlakem hemolymfy. Primitivnost žábronožek potvrzuje i fakt, že jejich nožky jsou funkčně nediferencované, podobně jako u Polychaeta – slouží k pohybu, dýchání, filtrování planktonu z vody, a jsou na nich i smyslové senzily.

## Zástupci
V České republice se vyskytuje asi jen 9 druhů žábronožek:
- žábronožka letní (Branchipus schaefferi)
- žábronožka solná (Artemia salina) – vyskytuje se ve slaných vodách, je využívána jako krmivo pro akvarijní rybky.
- žábronožka sněžní (Eubranchipus grubii)
- žábronožka panonská (Pristicephalus carnuntanus) – tělo je asi 10 až 20 mm dlouhé s poměrně silným a dlouhým vaječným vakem. Rozšířena je především v jihozápadním Slovensku, v Maďarsku a v Rakousku.